# Culex micolo
Culex micolo is een muggensoort uit de familie van de steekmuggen (Culicidae). De wetenschappelijke naam van de soort is voor het eerst geldig gepubliceerd in 1998 door Ribeiro, da Cunha Ramos, Capela & Pires.